# Janerka na basy i głosy
Janerka na basy i głosy – album różnych artystów (m.in. wokaliści: Katarzyna Nosowska, Pablopavo, Wojciech Waglewski oraz literaci: Barbara Klicka, Miłosz Biedrzycki, Wojciech Bonowicz, Joanna Oparek, Marcin Świetlicki, Jarosław Szubrycht) z użyciem jedynie basu i głosu, będący hołdem dla twórczości wrocławskiego muzyka Lecha Janerki. Został wydany 2 sierpnia 2019 przez oficynę Antena Krzyku.

## Lista utworów
| Nr  | Tytuł utworu                                                        | Długość |
| --- | ------------------------------------------------------------------- | ------- |
| 1.  | „Katarzyna Nosowska - Wieje”                                        | 4:34    |
| 2.  | „Wojciech Waglewski - Śmielej”                                      | 2:50    |
| 3.  | „Marcin Świetlicki - Wszyscy inteligentni mężczyźni idą do wywiadu” | 2:43    |
| 4.  | „Nika - Ewolucja rewolucja i ja”                                    | 2:10    |
| 5.  | „Pablopavo + Lena Romul - Opar”                                     | 2:58    |
| 6.  | „Jarek Szubrycht - UR”                                              | 3:36    |
| 7.  | „Marcin Świetlicki - Klus Mitroh”                                   | 3:11    |
| 8.  | „Katarzyna Nosowska - LA”                                           | 2:53    |
| 9.  | „Pablopavo + Nika - Ogniowe strzelby”                               | 3:51    |
| 10. | „Marcin Świetlicki - Nie jestem z nikim”                            | 2:19    |
| 11. | „Nika - Epidemia epilepsji”                                         | 3:00    |
| 12. | „Pablopavo - Ta zabawa nie jest dla dziewczynek”                    | 3:15    |
| 13. | „Chór Piór + Audycja - Bez kolacji”                                 | 1:27    |
| 14. | „Lech Janerka - Pili”                                               | 1:28    |
|     |                                                                     | 40:15   |

## Nagrody i wyróżnienia
- 2019: Najlepsze płyty 2019 roku według „Teraz Rocka”: 3. miejsce[3]